# VIXX
I VIXX (빅스?; acronimo di Voice, Visual, Value in Excelsis) sono un gruppo musicale sudcoreano formatosi a Seul nel 2012. Tutti i membri hanno partecipato al reality show MyDol, prodotto dalla Mnet. I membri vennero selezionati tramite un sistema ad eliminazione in base al voto dei telespettatori.

## Storia

### Pre-debutto
Prima di debuttare, i membri dei VIXX erano 6 dei 10 concorrenti che parteciparono nel reality show Mydol della Mnet. N, Leo, Hongbin e Ravi presero parte al video musicale della canzone "Let This Die" di Brian Joo. N, Leo and Ravi presero parte anche al video della canzone "Shake It Up" di Seo In-guk mentre Hongbin prese parte a "Tease Me" sempre di Seo In-guk's.

### 2012:Superhero,Rock Ur BodyeJelly Christmas 2012 Heart Project
I VIXX debuttarono con "Super Hero" il 24 maggio 2012 durante il programma M! Countdown. La loro prima performance oltre oceano fu all'Otakon Convention di Baltimore, Maryland il 27 luglio.
Il 14 agosto i VIXX pubblicano il loro secondo singolo, così come il video musicale per la traccia titolo, Rock Ur Body. Il 13 ottobre, il gruppo partecipò anche al KCON 2012.
I VIXX presero parte anche al progetto natalizio della Jellyfish, Jelly Christmas 2012 Heart Project, affiancando i loro compagni di etichetta Lee Seok Hoon, Park Hyo Shin, Seo In-guk e Sung Shi Kyung. Il 5 dicembre, la traccia principale dell'album, "Because It's Christmas", fu pubblicata in versione digitale.

### 2013:On and On,Hyde,Jekyll,Y.BIRD from Jellyfish Island,VoodooeJelly Christmas 2013
Il 6 gennaio, i VIXX pubblicarono anticipatamente il loro terzo singolo, "Don't Want To Be An Idol". Il terzo single-album, I'm Ready To Get Hurt (On and On) fu ufficialmente pubblicato il 17 gennaio.
Il mini-album Hyde venne commercializzato il 20 maggio. La traccia titolo del repackaged album Jekyll, "G.R.8.U / You.Are.Im.pres.sive", fu pubblicata il 31 luglio. Debuttò alla numero 1 su tre classifiche musicali online: Bugs, Naver Music e Soribada.
Il 2 ottobre i VIXX rivelarono che avrebbero collaborato con la band indie femminile, OKDAL (옥상달빛 or Oksang Dalbit) per l'album Y.BIRD from Jellyfish Island. Il 7 ottobre, la traccia titolo Girls, Why? fu distribuita e l'11 ottobre venne caricato su internet anche il video musicale.
L'8 novembre i VIXX pubblicarono anticipatamente il singolo Only U e il suo video musicale, facenti parte del loro primo album Voodoo. Il 20 novembre, la traccia titolo dell'album, Voodoo Doll, fu estratta e il 25 novembre, fu pubblicato anche l'album. Il 6 dicembre i VIXX vinsero il primo posto nel programma musicale settimanale Music Bank grazie proprio a Voodoo Doll, sancendo così la loro prima vittoria in un programma musicale dal loro debutto.
Gli artisti della Jellyfish, inclusi i VIXX, pubblicarono la canzone natalizia il 10 dicembre, dal titolo "Winter Confession" per l'album Jelly Christmas 2013. La canzone si posizionò in cima alla Instiz chart per due settimane di fila, oltre a posizionarsi nella Billboard K-Pop Hot 100 chart e la Gaon chart.

### 2014
Il 5 marzo 2014, la Jellyfish Entertainment ha annunciato che i VIXX avrebbero dovuto tenere il loro comeback verso metà aprile/inizio di maggio. Dopo l'incidente del traghetto "Sewol" il 16 aprile tuttavia, il mondo dell'entertainment coreano (musicale e televisivo) ha preferito sospendere temporaneamente la maggior parte delle attività. Solamente ora, a fine aprile, si iniziano a leggere le prime caute dichiarazioni da parte dei rappresentanti delle etichette musicali
Il 18 maggio (19 in Corea) tramite l'account twitter di ROVIXX è stato svelato il primo teaser per il nuovo singolo, "Eternity" . Sul sito realvixx.com è ora possibile vederne l'immagine.
Il 19, inoltre, la Jellyfish Entertainment ha dichiarato ufficialmente che prenderà azioni legali contro coloro che, a poche ore dalla distribuzione della prima immagine teaser, hanno hackerato il sito e hanno svelato un'immagine e una traccia audio relative al nuovo album.
Esiste un sub-unit ufficiale, ovvero "VIXX LR" formata da Leo e Ravi, formatasi nel 2015 con la Jellyfish.

## Formazione
Attuale
- N – leader, voce (2012-presente)
- Leo – voce (2012-presente)
- Ken – voce (2012-presente)
- Hyuk – voce (2012-presente)

Ex-membri
- Ravi – voce, rap (2012-2023)

- Lee Hong-bin – voce, rap (2012-2020)

## Discografia

### Album in studio
- 2013 – Voodoo
- 2015 – Chained Up
- 2016 – Depend on Me
- 2018 – Eau de VIXX
- 2018 – Reincarnation